# Vidar Helgesen
Vidar Helgesen (nacido el 21 de noviembre de 1968) es un diplomático noruego y político por el Partido Conservador. Fue nombrado Ministro de Clima y Medio Ambiente el 16 de diciembre de 2015 en el gobierno de Erna Solberg, habiendo servido como jefe de personal para la primera ministra entre 2013 y 2015.
Se desempeñó como secretario general del Instituto Internacional para la Democracia y la Asistencia Electoral de 2005 a 2013.